# Výsadkové vojsko (Rusko)
Ruská výsadková vojska či VDV (rusky Воздушно-десантные войска, Vozdušno-desantnyje vojska jsou samostatnou součástí ruské armády.
Zkratka VDV označuje sovětské, poté ruské, ukrajinské a běloruské výsadkáře. Jedná se o elitní vojenské jednotky schopné za každého počasí zasáhnout do konfliktu v jakémkoli místě na světě v doletu transportních letounů Iljušin Il-76.[zdroj⁠?!]
Za den vzniku výsadkových jednotek je považován 2. srpen 1930, kdy byl proveden první výsadek dvanáctičlenné skupiny nedaleko Voroněže. Tento den se v Rusku a některých dalších státech bývalého SSSR oslavuje jako Den výsadkářů a konají se bojové ukázky, přehlídky, nácviky bojového umění Systema. Za dobu své existence si prošly několika tvrdými zkouškami, ve kterých prokázaly svou odvahu, houževnatost, neústupnost a své skvělé dovednosti.[zdroj⁠?!] Počet členů VDV se za éry SSSR pohyboval kolem 100 000 mužů, nyní má VDV zhruba 50 000 členů, z toho 32 - 40 tisíc ruských, počet běloruských a ukrajinských výsadkářů se pohybuje jen v řádech několika tisíc v aktivní službě. V případě potřeby jsou ovšem všechny tyto státy schopny povolat vysloužilé výsadkáře (ty, co si již odsloužili povinnou dvouletou službu) a veterány z Čečny a Afghánistánu.[zdroj⁠?!] Charakteristickým znamením všech[zdroj⁠?!] výsadkářů zemí bývalého SSSR je modrý baret a heslo Nikdo kromě nás! (Никто, кроме нас!).

## Účast v konfliktech
- Bitva o jezero Chasan (SSSR)
- Bitva o Chalchin Gol (SSSR)
- Velká vlastenecká válka (SSSR)
- Invaze do Československa (SSSR)

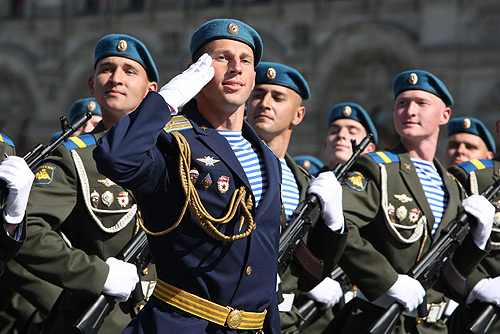
Členové VDV na oslavách Dne vítězství, v Moskvě (2009).

- První válka o Náhorní Karabach (SSSR)
- Sovětská válka v Afghánistánu (SSSR)
- První i druhá válka v Čečně (Rusko)
- Rusko-ukrajinská válka
  - Invaze na Krym
  - Válka na východní Ukrajině (Rusko účast svých výsadkářů stále popírá[zdroj⁠?!])
  - Ruská invaze na Ukrajinu

### Ruská invaze na Ukrajinu (2022)
Ruské výsadkové jednotky hrály klíčovou roli v první fázi invaze na Ukrajinu, jejímž cílem bylo rychlé obsazení hlavního města Kyjeva a svržení legitimní vlády. Úkolem výsadkářů bylo kromě jiného také obsadit dvě klíčová letiště ležící v blízkosti Kyjeva - mezinárodní letiště Hostomel a leteckou základnu u města Vasilkyv. Podle dostupných informací utrpěly ruské výsadkové jednotky značné ztráty. Například novináři britské stanice BBC v případě elitního 331. gardového výsadkového pluku zdokumentovali jen do 13. března 2022 jména 39 padlých příslušníků jednotky, včetně jejího velitele plukovníka Suchareva.
Další těžké ztráty ruští výsadkáři utrpěli při odraženém útoku na Charkov a v průběhu dalších bojů začaly být výsadkářské útvary nasazovány jako lehká motorizovaná pěchota. Christo Grozev, investigativní novinář serveru Bellingcat, odhadl, že do konce dubna 2022 jednotky VDV RF ztratily až 90 % z původně nasazených sil prvního sledu.

## Výzbroj

### Palné zbraně
- AK-74M, AK-74S, AK-74U, AK-12
- RPK-74
- PKM
- PKP Pečeněg
- Dragunov SVD
- VSS Vintorez
- AS Val
- KSVK 12,7
- MP-443 Grač
- Makarov PM
- AGS-30
- RPG-7D
- 2B14 Podnos
- 9K38 Igla
- 9K333 Verba
- 9K111 Fagot, 9K115 Metis, 9M133 Kornet

### Výstroj
VDV je od roku 2018 plně vybaveno[zdroj⁠?!] výzbrojí Ratnik-2, která obsahuje nejen lepší obranu vojáka, jako třeba zesílená neprůstřelná vesta a odolná přilba, ale i všechny potřebné radiokomunikační potřeby, a taky třeba vesta která při použití nočního vidění nebo termovize je "neviditelná".
Taky jako jediní z výsadkářů mají plachtící padáky, místo zastaralých "kulatých".[zdroj⁠?!]